# Teleférico do Suspiro

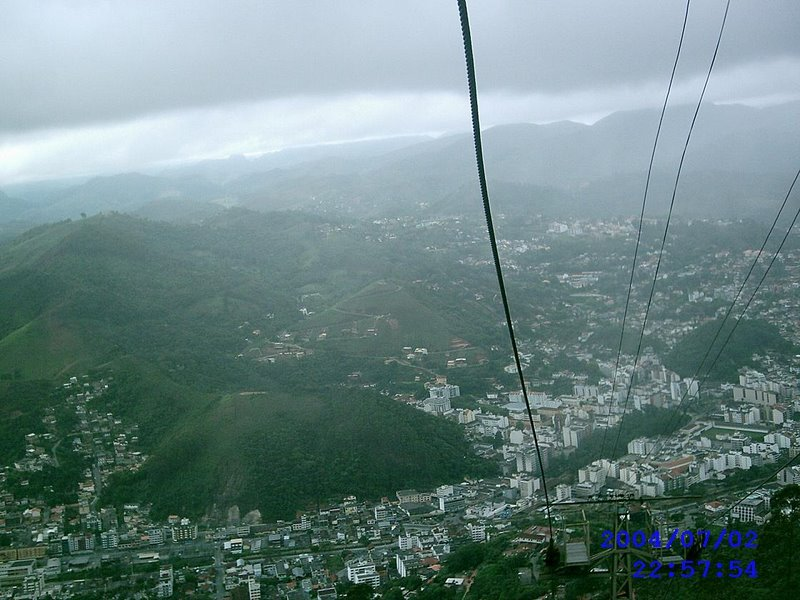
Vista da cidade de Nova Friburgo a partir de uma das gôndolas.

O Teleférico do Suspiro é um sistema de teleférico que opera no município brasileiro de Nova Friburgo, no estado do Rio de Janeiro. Liga a Praça do Suspiro a dois estágios localizados no Morro da Cruz, possibilitando uma vista panorâmica da cidade.
Inaugurado em 1975, o sistema possui uma extensão de cerca de 1.500 metros. Em janeiro de 2011, devido à série de enchentes e deslizamentos de terra que atingiram a Região Serrana do estado, a operação do teleférico foi suspensa devido ao risco de desabamento do complexo turístico. O sistema voltou a funcionar no dia 27 de junho de 2014 após três anos e seis meses interditado.